# Pascale Ehrenfreund
Pascale Ehrenfreund (Viena, 1960) é uma astrofísica austríaca. Pascale Ehrenfreund tem títulos pela Universidade de Viena (mestrado, biologia molecular; doutorado, astrofísica; habilitação, astroquímica) e Webster Leiden (mestrados, gerência e liderança). Antes de ser professora pesquisadora de polícia espacial e assuntos internacionais na Universidade George Washington foi professora na Radboud University Nijmegen, Universidade de Leiden e Universidade de Amsterdã. Foi a primeira mulher presidente do Fonds zur Förderung der wissenschaftlichen Forschung (FWF) e em 2015 foi eleita CEO do Centro Aeroespacial Alemão. É a primeira mulher a liderar um grande centro de pesquisas na Alemanha. O asteroide do cinturão principal 9826 Ehrenfreund é denominado em sua homenagem.